# 22752 Sabrinamasiero
22752 Sabrinamasiero è un asteroide della fascia principale. Scoperto nel 1998, presenta un'orbita caratterizzata da un semiasse maggiore pari a 2,5619435 au e da un'eccentricità di 0,1164707, inclinata di 14,81111° rispetto all'eclittica.